# Ramphotyphlops albiceps
Ramphotyphlops albiceps este o specie de șerpi din genul Ramphotyphlops, familia Typhlopidae, descrisă de Boulenger 1898. A fost clasificată de IUCN ca specie cu risc scăzut. Conform Catalogue of Life specia Ramphotyphlops albiceps nu are subspecii cunoscute.